# Zlatna tijara
Zlatna tijara je papinska tijara koja je predstavljena papi Lavu XIII., 1903. godine. Tijaru je dobio od generalnog vikara, kao dar svih katolika, u čast njegovog srebrenog jubileja pontifikata.
Nije poznato je li papa ikada nosio ovu tijaru, ali je njegov nasljednik Pio X. prikazan na više slika s njom.

## Vanjske poveznice
- Slika zlatne tijare